# Pachylaelaps
Pachylaelaps  es un género de ácaros perteneciente a la familia Pachylaelapidae.

## Especies
Pachylaelaps Berlese, 1888
- - Pachylaelaps australicus Womersley, 1942
  - Pachylaelaps badongensis Liu & Ma, 2003
  - Pachylaelaps bellicosus Berlese, 1920
  - Pachylaelaps bifurciger Berlese, 1920
  - Pachylaelaps bocharovae Koroleva, 1978
  - Pachylaelaps brevisetosus Gu, Huang & Li, 1991
  - Pachylaelaps buyakovae Goncharova & Koroleva, 1974
  - Pachylaelaps catharsiae Vishnupriya & Mohanasundaram, 1988
  - Pachylaelaps chenpengi Ma & Yin, 2000
  - Pachylaelaps copris Ishikawa, 1984
  - Pachylaelaps davydovae Alexandrova, 1980
  - Pachylaelaps dubius Hirschmann & Krauss, 1965
  - Pachylaelaps ensifer Oudemans, 1902
  - Pachylaelaps fuscinuliger Berlese, 1920
  - Pachylaelaps gansuensis Ma, 1985
  - Pachylaelaps hades Halliday, 2001
  - Pachylaelaps hispani Berlese, 1908
  - Pachylaelaps imitans Berlese, 1920
  - Pachylaelaps insularis (Berlese, 1883)
  - Pachylaelaps karawaiewi Berlese, 1920
  - Pachylaelaps koroljevae Alexandrova, 1980
  - Pachylaelaps latior Berlese, 1920
  - Pachylaelaps longipalpoides (Felt, 1896)
  - Pachylaelaps major van-Driel, Loots & Marais, 1977
  - Pachylaelaps neoxenillitus Ma-Liming, 1997
  - Pachylaelaps novus Sellnick, 1945
  - Pachylaelaps nuditectus Ma & Yin, 2000
  - Pachylaelaps obirensis Schmolzer, 1992
  - Pachylaelaps pectinifer (G. Canestrini & R. Canestrini, 1881)
  - Pachylaelaps penicilliger Berlese, 1920
  - Pachylaelaps quadricombinatus Gu, Huang & Li, 1991
  - Pachylaelaps quadritus Gu, Huang & Li, 1991
  - Pachylaelaps ramoperitrematus Ma, 1999
  - Pachylaelaps regularis Berlese, 1920
  - Pachylaelaps reticulatus (Berlese, 1904)
  - Pachylaelaps sculptus Berlese, 1920
  - Pachylaelaps siculus Berlese, 1892
  - Pachylaelaps squamifer Berlese, 1920
  - Pachylaelaps strigifer Berlese, 1892
  - Pachylaelaps tesselatus Berlese, 1920
  - Pachylaelaps tetragonoides (Dugès, 1834)
  - Pachylaelaps torocoxus Gu, Huang & Li, 1991
  - Pachylaelaps virago Berlese, 1920
  - Pachylaelaps xenillitus Ma, 1985
  - Pachylaelaps xinghaiensis Ma, 1985
  - Pachylaelaps xizangensis Ma & Wang, 1997